# Ironman Wisconsin
Der Ironman Wisconsin ist eine seit 2002 jährlich im September stattfindende Triathlon-Sportveranstaltung über die Ironman-Distanz (3,86 km Schwimmen, 180,2 km Radfahren und 42,195 km Laufen) in Madison im Bundesstaat Wisconsin (USA).

## Organisation
Beim Ironman Wisconsin können die schnellsten Athleten in ihren Altersklassen Startplätze für den Ironman Hawaii (Ironman World Championships) erwerben. Für diesen Wettkampf auf Hawaii muss man sich seit 1983 bei einem der weltweit stattfindenden Qualifikationswettkämpfen qualifizieren.
Die World Triathlon Corporation (WTC), heute eine Tochtergesellschaft der chinesischen Wanda Group, hat 2009 den bisherigen Organisator des Ironman Wisconsin North American Sports (NA Sports) aufgekauft.

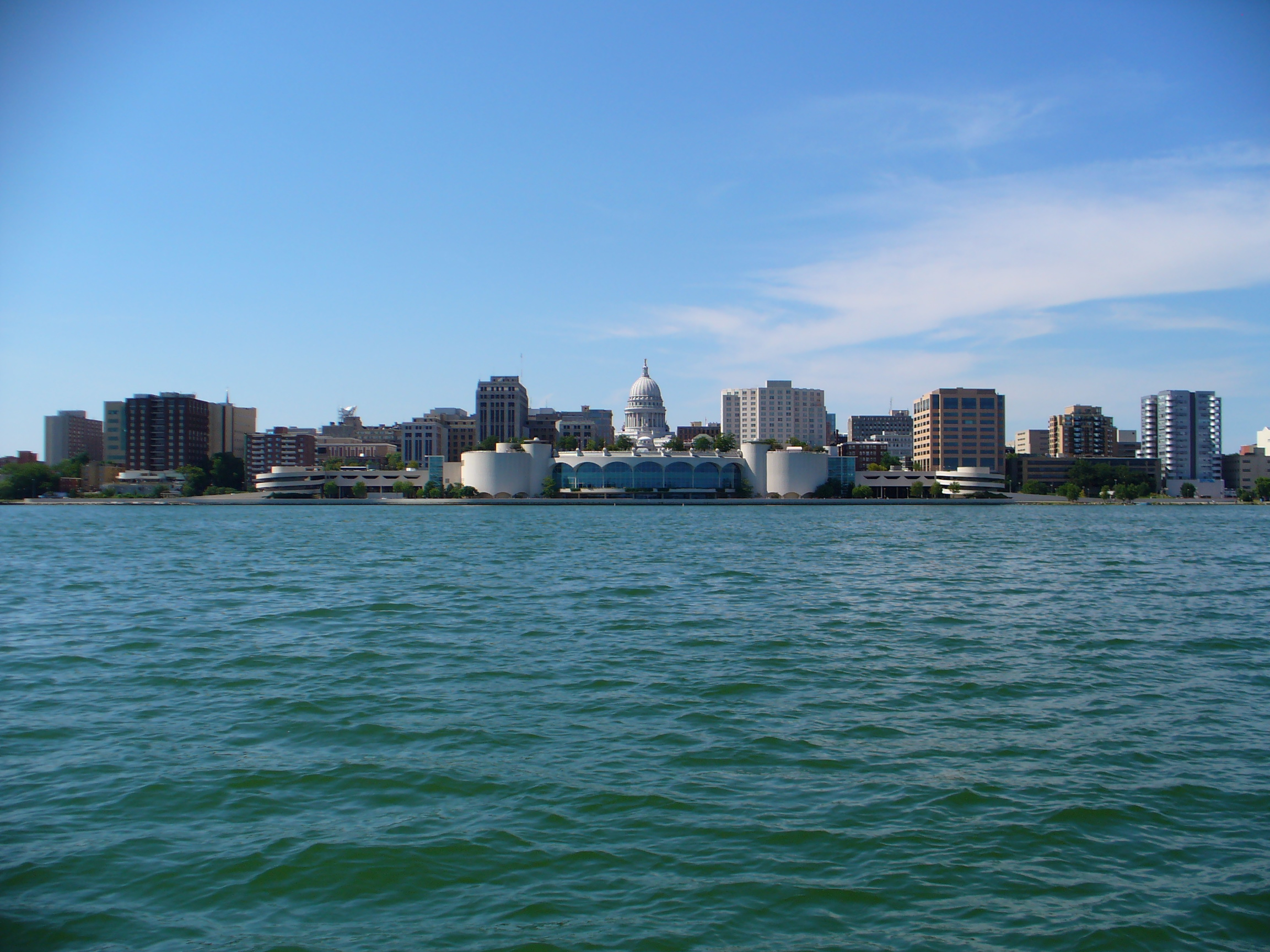
Blick über den Lake Monona auf die Stadt Madison

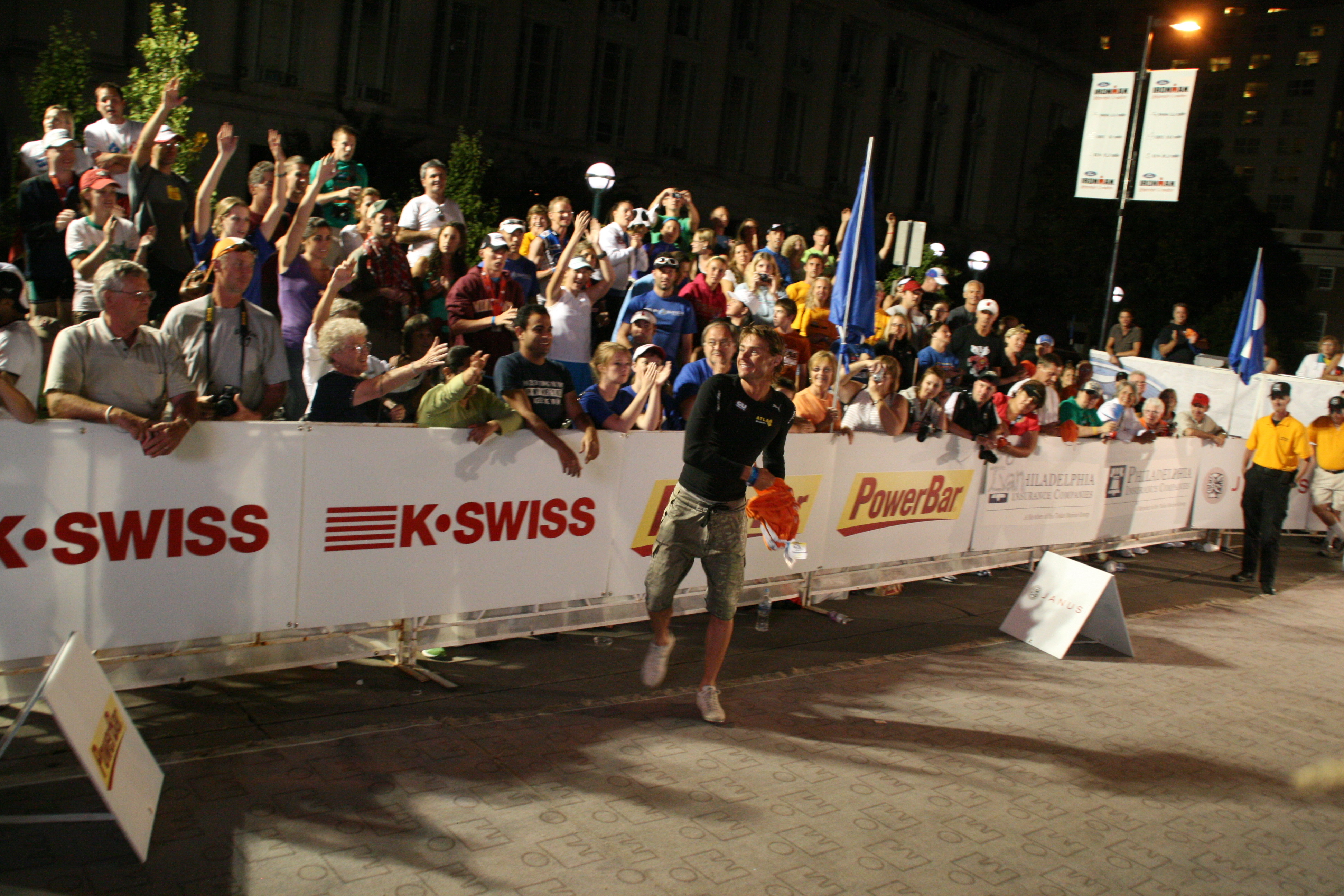
Der Sieger 2009 Raynard Tissink wirft an der Ziellinie Hüte in die Menge

Profi-Triathleten müssen sich seit 2011 über das Kona Pro Ranking System des Veranstalters WTC für den Ironman Hawaii qualifizieren. Bis 2014 wurden hierzu insgesamt 25.000 US-Dollar Preisgeld an die schnellsten Profis ausgeschüttet.
Der Ironman Wisconsin wurde 2015 als reiner Age-Group-Bewerb ausgetragen – das heißt, die Sieger erhielten kein Preisgeld und es wurden keine Qualifikationspunkte für das Kona-Pro-Ranking vergeben.
2016 wurden Punkte für das KPR-System und Preisgeld nur an weibliche Profis ausgeschüttet und das Preisgeld wurde auf 50.000 US-Dollar erhöht.
Die US-Amerikanerin Linsey Corbin konnte mit ihrer Siegerzeit von 9:12:39 h eine neue Bestzeit bei den Frauen einstellen.
Dieses Rennen wurde zuletzt am 12. September 2021 ohne die Teilnahme von Profi-Athleten ausgetragen.

### Streckenverlauf
- Der Wettkampf startet mit dem Schwimmbewerb über zwei Runden am Lake Monona.
- Die Radrunde ist etwa 90 km lang und ist zwei Mal zu fahren. Das Ziel ist wiederum gleichzeitig der Startbereich am See.
- Die Marathon-Laufstrecke verläuft über zwei Runden.

### Streckenrekorde
Der aktuelle Streckenrekord wurde im September 2018 von der US-Amerikanerin Linsey Corbin mit 9:12:39 h erzielt und bei den Männern hält der Australier Luke McKenzie mit 8:17:19 h seit 2017 die Bestzeit.

## Siegerliste
| Datum/Jahr      | Männer                | Männer             | Männer                    | Frauen               | Frauen            | Frauen           |
| Datum/Jahr      | Erster Platz          | Zweiter Platz      | Dritter Platz             | Erster Platz         | Zweiter Platz     | Dritter Platz    |
| --------------- | --------------------- | ------------------ | ------------------------- | -------------------- | ----------------- | ---------------- |
| 7. Sep. 2025    |                       |                    |                           |                      |                   |                  |
| 8. Sep. 2024    | Alfredo Ramirez Pinho | Matt Jackson       | Duncan Chedburn           | Casey Adams          | Sarah Widder      | Lindsey Deneen   |
| 10. Sep. 2023   | Matt Jackson          | James Harrington   | Elliot Kawaoka            | Rebecca Kawaoka      | Christina Case    | Julia Curry      |
| 11. Sep. 2022   | Brent McMahon         | Cody Beals         | Adam Feigh                | Chloe Lane           | Jessica Smith     | Melanie McQuaid  |
| 12. Sep. 2021   | James Harrington      | Benjamin Stone     | Alfredo Ramirez Pinho     | Annamarie Strehlow   | Erika Danckers    | Kristen Larue    |
| 8. Sep. 2019    | Emilio Aguayo Munoz   | Markus Thomschke   | Kevin Portmann            | Linsey Corbin -2-    | Melanie McQuaid   | Bruna Mahn       |
| 9. Sep. 2018    | Revere Greist         | Bren Winbrock      | Cameron Knuth             | Linsey Corbin (SR)   | Jennie Hansen     | Katie Thomas     |
| 10. Sep. 2017   | Luke McKenzie (SR)    | TJ Tollakson       | Patrick McKeon            | Dani Fischer         | Jessica Brannigan | Jeanna Chain     |
| 11. Sep. 2016   | Clay Emge             | Kevin Wright       | Eric Engel                | Elizabeth Lyles -2-  | Leslie Miller     | Katie Thomas     |
| 13. Sep. 2015 * | Thomas Gerlach        | Rudy Kahsar        | Edward Schmitt *          | Michelle Andres      | Suzie Fox         | Laura Aykroyd    |
| 7. Sep. 2014    | Daniel Bretscher      | Brandon Marsh      | Pedro Gomes               | Britta Martin        | Tamara Kozulina   | Ashley Clifford  |
| 8. Sep. 2013    | Maik Twelsiek -2-     | Daniel Bretscher   | Elliot Holtham            | Jackie Arendt        | Beth Shutt        | Malaika Homo     |
| 9. Sep. 2012    | Ben Hoffman           | Eduardo Sturla     | Michael Göhner            | Elizabeth Lyles      | Beth Walsh        | Charisa Wernick  |
| 11. Sep. 2011   | Ezequiel Morales      | Stefan Schmid      | Mac Brown                 | Jessica Jacobs       | Meredith Kessler  | Whitney Garcia   |
| 12. Sep. 2010   | Joseph Gambles        | Romain Guillaume   | Eric Bean                 | Gina Crawford -2-    | Kristin Möller    | Mirjam Weerd     |
| 13. Sep. 2009   | Raynard Tissink       | Christian Ritter   | Raimo Raudsepp            | Amy Marsh            | Irene Kinnegim    | Hillary Biscay   |
| 7. Sep. 2008    | Chris McDonald        | Serge Meyer        | Jason Shortis             | Hillary Biscay       | Karin Gerber      | Jessica Jacobs   |
| 9. Sep. 2007    | Maik Twelsiek         | Paul Fritzsche     | Uzziel Valderrabano       | Gina Ferguson        | Hillary Biscay    | Ina Reinders     |
| 10. Sep. 2006   | Markus Forster        | Chris McDonald     | Martin Lamontagne Lacasse | Katja Schumacher     | Hillary Biscay    | Lauren Jensen    |
| 11. Sep. 2005   | Andrey Yastrebov      | Pete Jacobs        | Bernd Eichhorn            | Ute Mückel           | Lauren Jensen     | Heather Haviland |
| 12. Sep. 2004   | Dave Harju -2-        | Petr Vabroušek     | Sérgio Marques            | Nicole DeBoom        | Lauren Jensen     | Andrea Fisher    |
| 7. Sep. 2003    | Dave Harju            | Torbjørn Sindballe | Uwe Widmann               | Heather Gollnick -2- | Mary Uhl          | Lori-Lynn Leach  |
| 15. Sep. 2002   | Chris Lieto           | Chris Legh         | Christophe Buquet         | Heather Gollnick     | Yoko Okuda        | Wendy Ingraham   |

(SR: Streckenrekord)